# Друмо
 Тази статия е за квартала в София.  За езерото вижте Смърдана (езеро).  
„Друмо“ е местност и малък квартал в град София, България, разположен в район „Люлин“ (с малка част в южния край в район „Красна поляна“), западно от центъра на града.
Образува тясна ивица между Западния парк на изток и на юг и кварталите „Смърдана“ на югозапад и „Люлин“ на север, по течението на Суходолската река. Към 2023 година по-голямата част от местността е заета от пустеещи земи с отделни промишлени и жилищни сгради.

## Улици и произход на имената им
| Път               | Наречен на                                          | Местоположение |
| ----------------- | --------------------------------------------------- | -------------- |
| „Свети Лаврентий“ | Лаврентий Римски (225 – 258), древноримски духовник | Карта          |
| „Фортов път“      | „Голяма Коньовица“, историческо укрепление в района | Карта          |